# 광명사 (광명시)
광명사(光明寺)는 대한민국 경기도 광명시 광명4동 부근에 있는 절이다. 하필, 광명동굴과는 전혀 관련이 없다.